# James Vincent Allen
James Vincent Allen, meist James Allen (* 1959), ist ein US-amerikanischer Philosophiehistoriker auf dem Gebiet der antiken Philosophie.
Nach dem B.A. an der Yale University und der Promotion zum Ph.D. an der Princeton University war Allen zunächst Associate Professor of Philosophy an der University of Pittsburgh. Er ist nunmehr Professor für Philosophie an der University of Toronto.
Allen arbeitet zur antiken Logik und Semiotik, insbesondere zu Aristoteles, zur Stoa, zum Epikureismus und zum Skeptizismus sowie zu Galens Philosophie.

## Schriften (Auswahl)
- Inference from signs. Ancient debates about the nature of evidence. Clarendon Press, Oxford 2001.